# Самарский-Быховец, Василий Евграфович
Васи́лий Евгра́фович Сама́рский-Быховец (7 (19) ноября 1803 — 31 мая (12 июня) 1870, Санкт-Петербург) — русский горный инженер, генерал-лейтенант, начальник штаба Корпуса горных инженеров с 1845 по 1861, председатель совета Корпуса горных инженеров (1861—1870). Председатель комиссии по пересмотру Горного устава. В его честь химик Генрих Розе в 1847 году назвал самарскитом минерал из Ильменских гор, который был предоставлен для исследования Самарским (этот минерал был известен ранее под названиями уранотантал и иттроильменит, однако, как показал Розе, эти названия неточно отражали его состав). В 1879 году в самарските был открыт новый химический элемент, названный по минералу самарием; это был первый случай, когда в названии химического элемента было отражено имя реально существовавшего человека, а не мифологического персонажа.

## Биография
Происходил из дворян Томской губернии; родился 7 (19) ноября 1803 года.
- в 1823 году окончил Горный кадетский корпус. Затем служил на Колывано-Воскресенских заводах, был при чертёжной и смотрителем Салаирского рудника, приставом Риддерского и Крюковского рудников.
- с 1828 года переведён в Санкт-Петербург, где последовательно занимал должности помощника столоначальника в Кабинете Его Императорского Величества, столоначальника Горного департамента.
- с 1834 года — капитан, старший адъютант и дежурный штаб-офицер штаба Корпуса горных инженеров (КГИ).
- в 1843 году получил звание полковника и стал начальником штаба Корпуса горных инженеров (1846—1860).
- в 1847 г. участвовал в трудах комитета под председательством герцога Лейхтенбергского по составлению проектов устава и штата Горного Института.
- в 1852 г. — в трудах комитета для развития железного производства в России.
- в 1853 г. — в трудах комитета для увеличения действий олонецких заводов и для изменения в их управлении.
- в 1855 году был назначен председателем Горного аудиториата (одновременно оставаясь начальником штаба КГИ), член Совета и Учёного комитета КГИ, преподавал в Институте Корпуса горных инженеров.
- в 1860 году — генерал-лейтенант.
- в 1861 году уволен от должности начальника штаба КГИ с оставлением членом совета и учёного комитета Корпуса. В том же году был назначен председателем совета Корпуса горных инженеров (позднее — Горного совета), а также председателем комиссии по пересмотру Горного устава. За свою долгую службу имел многие ордена до Белого орла включительно и знак отличия за 40 лет беспорочной службы.
- в 1862 г. находился в заграничном отпуске на 3 месяца для осмотра Лондонской всемирной выставки.
- Умер 31 мая (12 июня) 1870 года. Похоронен на Волковском православном кладбище Санкт-Петербурга[4].

## Награды
- Орден Святого Станислава 3-й степени (07.04.1835)
- Орден Святого Владимира 4-й степени (04.12.1840)
- Орден Святого Владимира 3-й степени (03.04.1849)

## Семья
Жена — Екатерина Владимировна (? — 24.01.1899)
- Сын — Владимир Васильевич Самарский-Быховец (1837—26.02.1902), известный адвокат, знакомый И. С. Тургенева, неоднократно упоминается в письмах последнего; участвовал в «Процессе 193-х».